# Charlotte Arnold
Charlotte Arnold, född 27 juli 1989 i Ajax, Ontario, är en kanadensisk skådespelerska. 
Charlotte Arnold är främst känd för rollen som Holly J. Sinclair i Degrassi: The Next Generation och Sadie Hawthorne i Naturally, Sadie. För rollen som Holly J. Sinclair vann hon 2010 en Gemini Award.